# Разумов, Дмитрий Валерьевич
Дмитрий Валерьевич Разумов (род. 7 февраля 1975 года, Москва, РСФСР, СССР) — российский менеджер, предприниматель и меценат. Генеральный директор Группы «ОНЭКСИМ», бывший председатель совета директоров «Бруклин Нетс» и «Барклайс-центра» (Нью-Йорк), учредитель АНО «МИРА творческое сообщество» в Суздале.

## Биография и карьера

### 1990-е годы
Дмитрий окончил международно-правовой факультет Московского Государственного института международных отношений.
С 1994 по 1997 год работал юристом в международной юридической фирме Clifford Chance. В 1997 году стал заместителем начальника инвестиционно-банковского управления инвестиционного банка «Ренессанс Капитал», а с 1999 года — управляющим директором «ЛВ Финанс» — независимой компании, специализирующейся в области корпоративных финансов и прямых инвестиций в сфере телекоммуникаций.

### Норильский никель и группа «ОНЭКСИМ»
С 2001 по 2005 год в качестве заместителя генерального директора ОАО ГМК «Норильский никель» Дмитрий Разумов курировал стратегию компании и вел сделки слияний и поглощений, в частности, покупки контрольного пакета Stillwater Mining и 20 % пакета акций Gold Fields.
С мая 2007 года Дмитрий Разумов является генеральным директором ООО «Группа ОНЭКСИМ». Он стал «самым надежным советником <владельца группы Дмитрия> Прохорова».
За свою карьеру Разумов входил в состав советов директоров таких компаний, как Русал, Норильский никель, Мегафон, ОПИН, РБК, Полюс Золото, Уралкалий, Ренессанс Капитал, Ренессанс Файнэншл Холдингс, Согласие и др. С 2014 года до 2019 года он возглавлял совет директоров «Бруклин Нетс» и «Барклайс-центр». В 2013/2016 годах Разумов занимал с седьмого по четвёртое места в рейтинге Форбс «самых дорогих руководителей компаний России».

### Международные проекты
В 2009—2010 годах Дмитрий Разумов провёл ряд сделок по приобретению компанией «ОНЭКСИМ Спортс энд Энтертейнмент» 80 % акций американского баскетбольного клуба «Бруклин Нетс» и 45 % акций находившегося тогда на стадии проектирования «Барклайс-центра». В 2016 году ОНЭКСИМ стал 100 % собственником обеих компаний.
Деятельность Разумова была направлена на увеличение стоимости команды «Бруклин Нетс», продажа которой состоялась в 2017—2019 годах. Открытие «Барклайс-центра» в 2012 году и переезд команды «Нетс» в Бруклин на сезон 2012—2013 годов ознаменовали возвращение в Бруклин спортивных соревнований высшей лиги, изменили облик и восприятие района и города. В 2017 году ОНЭКСИМ согласился продать 49 % «Бруклин Нетс» тайваньско-канадскому бизнесмену Джозефу Цаю. В 2019 году Джо Цай приобрёл оставшиеся 51 % «Бруклин Нетс» и купил 100 % «Барклайс-центр» — общая стоимость сделки по приобретению команды и арены достигла почти 3,5 миллиарда долларов. По словам Дмитрия Разумова, проводившего переговоры, инвестиции Прохорова составили менее 1,5 млрд долларов, а общая прибыль по сделке была оценена Forbes как минимум в 2 млрд долларов.
В 2017 году компания «ОНЭКСИМ Спортс энд Энтертейнмент» под руководством Разумова завершила реконструкцию Нассау Колизеум стоимостью в 165 миллионов долларов, а в 2019 году завершила реконструкцию Вебстер-холла (оба в Нью-Йорке). Нассау Колизеум является домашней площадкой для команд «Лонг-Айленд Нетс» и New York Riptide, здесь также проходят шоу Feld Entertainment.

## Меценатство
С 2020 года Дмитрий Разумов является учредителем АНО «МИРА творческое сообщество». В 2022 году оно открыло в Суздале «МИРА центр» — современный культурный центр с акустическим залом, библиотекой, выставочными залами, звукозаписывающей студией и благоустроенной территорией для публичных мероприятий.
В 2023 году в с. Заполицы Суздальского района было реконструировано и открыто здание бывшей ГЭС, ставшее летней культурно-туристической площадкой. Также «МИРА центр» поддерживает Сельский театр драмы и комедии в Фомихе и организовал художественную резиденцию в Кидекше. Созданное Дмитрием Разумовым АНО «МИРА центр развития культуры» развивает в Суздале экспериментальную выставочную платформу «Ларец» и строит комплекс зданий «МИРА музея», в котором разместится «МИРА коллекция» — междисциплинарное собрание искусства, исследующее взаимоотношения современных художников в России и за её пределами и феномена русского авангарда. «МИРА музей» также будет включать здание бывшей конторы Ново-Сухаревского рынка в Москве, а также музей «Гастева, 1», посвященный Алексею Гастеву, в Суздале. «МИРА музей» поддерживает проект «Тогда» — культурологический проект о многообразии художественных и культурных явлений 1920—1930-х годов.

## Награды
- Благодарность Правительства Российской Федерации (25 июня 2025 года) — за большой вклад в подготовку и проведение мероприятий, посвящённых празднованию 1000-летия основания г. Суздаля Владимирской области[41].